# المهاجرين (حمص)
المهاجرين قرية سوريّة تتبع إداريّاً لمحافظة حمص منطقة حمص ناحية حمص، بلغ تعداد سكانها 180 نسمة حسب التعداد السكاني لعام 2004.